# 張礪生
张砺生（1888年8月—1975年1月25日），原名张秉文，男，汉族，直隶省尚义县大西沟村人，中华民国、中华人民共和国政治人物。

## 生平
张砺生早年入宣化府中学堂，毕业后考入天津法政学堂。1910年加入中国同盟会。
辛亥革命爆发后，张砺生于1911年冬赴上海会见孙中山，后当选第一届国会众议院议员。1917年任第一路军司令，因参加革命而入狱数个月。1919年任护法国会议员。1923年创办察哈尔实业学校（察哈尔省立农业专科学校的前身），并创办兴业银行、大业银行。1927年10月，赴太原兼任骑兵第11师师长。1928年4月，代理察哈尔都统。1928年冬，任国民革命军骑兵第二师师长，1929年10月，任讨逆军第八军军长，九一八事变之后，于1932年3月向蒋介石请辞。
1933年6月，张砺生参加了冯玉祥、吉鸿昌领导的察哈尔民众抗日同盟军，率第一支队在康保地区剿匪。1935年12月，任察哈尔省建设厅厅长，1938年10月，在延安会见了毛泽东。1946年任察哈尔省政府代主席。
1949年9月参加中国人民政治协商会议第一届全体会议，并出席了开国大典，任中央人民政府政务院参事。1954年当选第一届全国人民代表大会代表。后来他任第二、三届全国人民代表大会代表。
1975年1月25日，张砺生在北京逝世，享年88岁。